# 34280 Victoradler
34280 Victoradler este o planetă minoră (asteroid), cu un diametru de 2,842 km, din centura de asteroizi. A fost descoperită pe 31 august 2000 la Experimental Test Site⁠(d) de Lincoln Near-Earth Asteroid Research. 
Obiectul prezintă o orbită caracterizată de o semiaxă mare de 2,6593563 UAi, o excentricitate de 0,08, o înclinație de 2,9056 ° în raport cu ecliptica.